# Juan Carlos de Guzmán y Silva
Juan Carlos de Guzmán y Silva foi Marquês de Fuentes e Vice-rei de Navarra. Exerceu o vice-reinado de Navarra apenas em 1629 e 1631. Antes dele o cargo foi exercido por Fernando Girón. Seguiu-se-lhe Luís Bravo de Acuña.